# The Legend of Zelda (серія відеоігор)
The Legend of Zelda (ゼルダ の 伝説 — Зеруда но денсецу) — серія фентезійних відеоігор, створена відомим геймдизайнером Шіґеру Міямото, яка випускається компанією Nintendo. Головним персонажем виступає мовчазний протагоніст на ім'я Лінк, хоча серія названа на честь жіночого персонажа Зельди, яку Лінк зазвичай за сюжетом рятує.
Серія є одним з флагманських брендів Nintendo. За даними на початок 2007 року серія містить чотирнадцять офіційних ігор, випущених на всіх основних ігрових консолях Nintendo, і кілька відгалужень. Ігри серії були продані загальним тиражем понад 52 мільйони копій. Серія занесена в Книгу рекордів Гіннеса як найдовша серія ігор серії екшн-адвенчура за всю історію.
У 1989 році американська мультиплікаційна студія DiC Entertainment випустила мультсеріал «The Legend of Zelda», в основу якого лягли події, описані в перших двох іграх серії. Також за мотивами серії ігор були випущені комікси і манґа.
6 травня 2010 року спеціальним голосуванням для ігрового видання книги рекордів Гіннеса були визначені найкращі ігрові серії усіх часів. Перше місце зайняла серія ігор всесвіту Halo, друге — серія ігор Call of Duty, а третє місце дісталося серії The Legend of Zelda.

## Змішання жанрів
Ігровий процес в іграх серії являє собою складну комбінацію елементів аркади, рольової гри, квеста, головоломки і, іноді, платформера і автосимулятора. Цю тенденцію задала перша гра серії, The Legend of Zelda. В одному зі своїх інтерв'ю автор ідеї, Сігеру Міямото, згадував що ця гра для нього і його команди була «першою, яка змушувала гравця думати, що ж йому робити далі».

## Світ гри

Трифорс — один з головних предметів в серії і її неофіційний символ

Події більшості ігор серії відбуваються в вигаданому світі Гайрул (англ. Hyrule), іноді також званому Земля Гайрул (англ. The Land of Hyrule). Історія створення Гайрула та події ранніх періодів описуються в різних іграх серії не безпосередньо, бо це древня історія світу, а опосередковано, через легенди, усні перекази і згадки в різних джерелах. Світ Гайрул був створений трьома богинями: Дін, Фароре і Нейру. Згідно з легендою, що прозвучала в The Legend of Zelda: Ocarina of Time, Дін створила географію Гайрула, Фароре створила розумні раси, а також флору і фауну, а Нейру розробила закони, за якими Гайрул існує і розвивається.
Після створення богині піднеслися на небеса, залишивши три золотих трикутника, в які вони вклали частинку своєї божественної сили, достатньої для управління всім світом. Разом ці артефакти отримали назву Трифорс (англ. Triforce). Його складові: Трифорс Мужності (англ. Triforce of Courage), Трифорс Сили (англ. Triforce of Power) і Трифорс Мудрості (англ. Triforce of Wisdom). Єдиний Трифорс, утворений ними, часто є об'єктом, за яким полюють різні темні сили, що дає обґрунтування для нових пригод у світі Гайрул.

## Внутрішня хронологія
Різні ігри серії описують в основному різні епохи, і відповідно Лінки та Зельди в різних іграх — різні люди, що жили в різний час (на відміну від Ганона і Вааті). На одну епоху припадає в основному по дві гри. Так, Лінк в іграх Ocarina of Time і Majora's Mask один і той же. У Oracle of Ages і Oracle of Seasons — теж. В іграх Twilight Princess і The Wind Waker описується древній «Герой Часу» (Hero of Time), явно є Лінком з гри Ocarina of Time (і історія про нього явно та сама), і Лінки з цих ігор на нього дуже схожі (але Лінк в The Wind Waker, як сказано в грі, не має прямого відношення до того Герою Часу). Історія давнини, розказана по ходу гри A Link to the Past, в якій розкривається походження Ганона, теж нагадує сюжет Ocarina of Time (з деякими дрібними відмінностями). Гра The Minish Cap, судячи із закінчення (з перемогою Лінка над Вааті, який прийняв під кінець свій звичний вигляд), є передісторією до гри Four Swords, згідно з якою ув'язнення Вааті відбулося давно.
Хронологія серії розкрита розробниками гри у книзі Hyrule Historia. Цей артбук, присвячений до 25-річчю створення серії The Legend Of Zelda, який вийшов наприкінці 2011 року японською мовою, а пізніше, в 2013 — англійською. Також книгу офіційно було видано італійською, іспанською, французькою та німецькою мовами. Є також і якісні аматорськи переклади цієї книги (у вигляді PDF файла) на російську та португальську мови.
Події Breath of the Wild розгортаються після всіх попередніх ігор, без жодного зв'язку з будь-якою з попередніх хронологій.
|  |  |                                              |                                              |                                              |                                              |                                              |                                              | Основний Всесвіт Божественне створення і герой часу.                     |  |                                                                    |                                                                    |                                                                    |                                                                    |                                                                    |                                                                    |                                          |                                          |                                                         |                                                         |                                                         |                                                         |                                                         |                                                         |  |  |  |  |  |  |  |  |  |  |  |  |  |  |
|  |  |                                              |                                              |                                              |                                              |                                              |                                              |                                                                          |  |                                                                    |                                                                    |                                                                    |                                                                    |                                                                    |                                                                    |                                          |                                          |                                                         |                                                         |                                                         |                                                         |                                                         |                                                         |  |  |  |  |  |  |  |  |  |  |  |  |  |  |
|  |  |                                              |                                              |                                              |                                              |                                              |                                              | Skyward Sword                                                            |  |                                                                    |                                                                    |                                                                    |                                                                    |                                                                    |                                                                    |                                          |                                          |                                                         |                                                         |                                                         |                                                         |                                                         |                                                         |  |  |  |  |  |  |  |  |  |  |  |  |  |  |
|  |  |                                              |                                              |                                              |                                              |                                              |                                              |                                                                          |  |                                                                    |                                                                    |                                                                    |                                                                    |                                                                    |                                                                    |                                          |                                          |                                                         |                                                         |                                                         |                                                         |                                                         |                                                         |  |  |  |  |  |  |  |  |  |  |  |  |  |  |
|  |  |                                              |                                              |                                              |                                              |                                              |                                              | The Minish Cap                                                           |  |                                                                    |                                                                    |                                                                    |                                                                    |                                                                    |                                                                    |                                          |                                          |                                                         |                                                         |                                                         |                                                         |                                                         |                                                         |  |  |  |  |  |  |  |  |  |  |  |  |  |  |
|  |  |                                              |                                              |                                              |                                              |                                              |                                              |                                                                          |  |                                                                    |                                                                    |                                                                    |                                                                    |                                                                    |                                                                    |                                          |                                          |                                                         |                                                         |                                                         |                                                         |                                                         |                                                         |  |  |  |  |  |  |  |  |  |  |  |  |  |  |
|  |  |                                              |                                              |                                              |                                              |                                              |                                              | Four Swords                                                              |  |                                                                    |                                                                    |                                                                    |                                                                    |                                                                    |                                                                    |                                          |                                          |                                                         |                                                         |                                                         |                                                         |                                                         |                                                         |  |  |  |  |  |  |  |  |  |  |  |  |  |  |
|  |  |                                              |                                              |                                              |                                              |                                              |                                              |                                                                          |  |                                                                    |                                                                    |                                                                    |                                                                    |                                                                    |                                                                    |                                          |                                          |                                                         |                                                         |                                                         |                                                         |                                                         |                                                         |  |  |  |  |  |  |  |  |  |  |  |  |  |  |
|  |  |                                              |                                              |                                              |                                              |                                              |                                              | Ocarina of Time                                                          |  |                                                                    |                                                                    |                                                                    |                                                                    |                                                                    |                                                                    |                                          |                                          |                                                         |                                                         |                                                         |                                                         |                                                         |                                                         |  |  |  |  |  |  |  |  |  |  |  |  |  |  |
|  |  |                                              |                                              |                                              |                                              |                                              |                                              |                                                                          |  |                                                                    |                                                                    |                                                                    |                                                                    |                                                                    |                                                                    |                                          |                                          |                                                         |                                                         |                                                         |                                                         |                                                         |                                                         |  |  |  |  |  |  |  |  |  |  |  |  |  |  |
|  |  |                                              |                                              |                                              |                                              |                                              |                                              |                                                                          |  |                                                                    |                                                                    |                                                                    |                                                                    |                                                                    |                                                                    |                                          |                                          |                                                         |                                                         |                                                         |                                                         |                                                         |                                                         |  |  |  |  |  |  |  |  |  |  |  |  |  |  |
|  |  | Паралельний Всесвіт Поразка героя часу.      | Паралельний Всесвіт Поразка героя часу.      | Паралельний Всесвіт Поразка героя часу.      | Паралельний Всесвіт Поразка героя часу.      | Паралельний Всесвіт Поразка героя часу.      | Паралельний Всесвіт Поразка героя часу.      |                                                                          |  |                                                                    |                                                                    |                                                                    |                                                                    | Паралельний Всесвіт Перемога героя часу.                           | Паралельний Всесвіт Перемога героя часу.                           | Паралельний Всесвіт Перемога героя часу. | Паралельний Всесвіт Перемога героя часу. | Паралельний Всесвіт Перемога героя часу.                | Паралельний Всесвіт Перемога героя часу.                |                                                         |                                                         |                                                         |                                                         |  |  |  |  |  |  |  |  |  |  |  |  |  |  |
|  |  | Паралельний Всесвіт Поразка героя часу.      | Паралельний Всесвіт Поразка героя часу.      | Паралельний Всесвіт Поразка героя часу.      | Паралельний Всесвіт Поразка героя часу.      | Паралельний Всесвіт Поразка героя часу.      | Паралельний Всесвіт Поразка героя часу.      |                                                                          |  |                                                                    |                                                                    |                                                                    |                                                                    | Паралельний Всесвіт Перемога героя часу.                           | Паралельний Всесвіт Перемога героя часу.                           | Паралельний Всесвіт Перемога героя часу. | Паралельний Всесвіт Перемога героя часу. | Паралельний Всесвіт Перемога героя часу.                | Паралельний Всесвіт Перемога героя часу.                |                                                         |                                                         |                                                         |                                                         |  |  |  |  |  |  |  |  |  |  |  |  |  |  |
|  |  |                                              |                                              |                                              |                                              |                                              |                                              |                                                                          |  |                                                                    |                                                                    |                                                                    |                                                                    |                                                                    |                                                                    |                                          |                                          |                                                         |                                                         |                                                         |                                                         |                                                         |                                                         |  |  |  |  |  |  |  |  |  |  |  |  |  |  |
|  |  | Дитинство Занепад Гайрула та останній герой. | Дитинство Занепад Гайрула та останній герой. | Дитинство Занепад Гайрула та останній герой. | Дитинство Занепад Гайрула та останній герой. | Дитинство Занепад Гайрула та останній герой. | Дитинство Занепад Гайрула та останній герой. |                                                                          |  | Дитинство Захист Священного Царства Тіньовий світ і нащадки героя. | Дитинство Захист Священного Царства Тіньовий світ і нащадки героя. | Дитинство Захист Священного Царства Тіньовий світ і нащадки героя. | Дитинство Захист Священного Царства Тіньовий світ і нащадки героя. | Дитинство Захист Священного Царства Тіньовий світ і нащадки героя. | Дитинство Захист Священного Царства Тіньовий світ і нащадки героя. |                                          |                                          | Дорослий Запечатаний Ганон Герой Вітру та Нового Світу. | Дорослий Запечатаний Ганон Герой Вітру та Нового Світу. | Дорослий Запечатаний Ганон Герой Вітру та Нового Світу. | Дорослий Запечатаний Ганон Герой Вітру та Нового Світу. | Дорослий Запечатаний Ганон Герой Вітру та Нового Світу. | Дорослий Запечатаний Ганон Герой Вітру та Нового Світу. |  |  |  |  |  |  |  |  |  |  |  |  |  |  |
|  |  | Дитинство Занепад Гайрула та останній герой. | Дитинство Занепад Гайрула та останній герой. | Дитинство Занепад Гайрула та останній герой. | Дитинство Занепад Гайрула та останній герой. | Дитинство Занепад Гайрула та останній герой. | Дитинство Занепад Гайрула та останній герой. |                                                                          |  | Дитинство Захист Священного Царства Тіньовий світ і нащадки героя. | Дитинство Захист Священного Царства Тіньовий світ і нащадки героя. | Дитинство Захист Священного Царства Тіньовий світ і нащадки героя. | Дитинство Захист Священного Царства Тіньовий світ і нащадки героя. | Дитинство Захист Священного Царства Тіньовий світ і нащадки героя. | Дитинство Захист Священного Царства Тіньовий світ і нащадки героя. |                                          |                                          | Дорослий Запечатаний Ганон Герой Вітру та Нового Світу. | Дорослий Запечатаний Ганон Герой Вітру та Нового Світу. | Дорослий Запечатаний Ганон Герой Вітру та Нового Світу. | Дорослий Запечатаний Ганон Герой Вітру та Нового Світу. | Дорослий Запечатаний Ганон Герой Вітру та Нового Світу. | Дорослий Запечатаний Ганон Герой Вітру та Нового Світу. |  |  |  |  |  |  |  |  |  |  |  |  |  |  |
|  |  | A Link to the Past                           | A Link to the Past                           | A Link to the Past                           | A Link to the Past                           | A Link to the Past                           | A Link to the Past                           |                                                                          |  | Majora's Mask                                                      | Majora's Mask                                                      | Majora's Mask                                                      | Majora's Mask                                                      | Majora's Mask                                                      | Majora's Mask                                                      |                                          |                                          | The Wind Waker                                          | The Wind Waker                                          | The Wind Waker                                          | The Wind Waker                                          | The Wind Waker                                          | The Wind Waker                                          |  |  |  |  |  |  |  |  |  |  |  |  |  |  |
|  |  | A Link to the Past                           | A Link to the Past                           | A Link to the Past                           | A Link to the Past                           | A Link to the Past                           | A Link to the Past                           |                                                                          |  | Majora's Mask                                                      | Majora's Mask                                                      | Majora's Mask                                                      | Majora's Mask                                                      | Majora's Mask                                                      | Majora's Mask                                                      |                                          |                                          | The Wind Waker                                          | The Wind Waker                                          | The Wind Waker                                          | The Wind Waker                                          | The Wind Waker                                          | The Wind Waker                                          |  |  |  |  |  |  |  |  |  |  |  |  |  |  |
|  |  | Oracle of Seasons та Oracle of Ages          | Oracle of Seasons та Oracle of Ages          | Oracle of Seasons та Oracle of Ages          | Oracle of Seasons та Oracle of Ages          | Oracle of Seasons та Oracle of Ages          | Oracle of Seasons та Oracle of Ages          |                                                                          |  | Twilight Princess                                                  | Twilight Princess                                                  | Twilight Princess                                                  | Twilight Princess                                                  | Twilight Princess                                                  | Twilight Princess                                                  |                                          |                                          | Phantom Hourglass                                       | Phantom Hourglass                                       | Phantom Hourglass                                       | Phantom Hourglass                                       | Phantom Hourglass                                       | Phantom Hourglass                                       |  |  |  |  |  |  |  |  |  |  |  |  |  |  |
|  |  | Oracle of Seasons та Oracle of Ages          | Oracle of Seasons та Oracle of Ages          | Oracle of Seasons та Oracle of Ages          | Oracle of Seasons та Oracle of Ages          | Oracle of Seasons та Oracle of Ages          | Oracle of Seasons та Oracle of Ages          |                                                                          |  | Twilight Princess                                                  | Twilight Princess                                                  | Twilight Princess                                                  | Twilight Princess                                                  | Twilight Princess                                                  | Twilight Princess                                                  |                                          |                                          | Phantom Hourglass                                       | Phantom Hourglass                                       | Phantom Hourglass                                       | Phantom Hourglass                                       | Phantom Hourglass                                       | Phantom Hourglass                                       |  |  |  |  |  |  |  |  |  |  |  |  |  |  |
|  |  | Link's Awakening                             | Link's Awakening                             | Link's Awakening                             | Link's Awakening                             | Link's Awakening                             | Link's Awakening                             |                                                                          |  | Four Swords Adventures                                             | Four Swords Adventures                                             | Four Swords Adventures                                             | Four Swords Adventures                                             | Four Swords Adventures                                             | Four Swords Adventures                                             |                                          |                                          | Spirit Tracks                                           | Spirit Tracks                                           | Spirit Tracks                                           | Spirit Tracks                                           | Spirit Tracks                                           | Spirit Tracks                                           |  |  |  |  |  |  |  |  |  |  |  |  |  |  |
|  |  | Link's Awakening                             | Link's Awakening                             | Link's Awakening                             | Link's Awakening                             | Link's Awakening                             | Link's Awakening                             |                                                                          |  | Four Swords Adventures                                             | Four Swords Adventures                                             | Four Swords Adventures                                             | Four Swords Adventures                                             | Four Swords Adventures                                             | Four Swords Adventures                                             |                                          |                                          | Spirit Tracks                                           | Spirit Tracks                                           | Spirit Tracks                                           | Spirit Tracks                                           | Spirit Tracks                                           | Spirit Tracks                                           |  |  |  |  |  |  |  |  |  |  |  |  |  |  |
|  |  | A Link Between Worlds                        |                                              |                                              |                                              |                                              |                                              |                                                                          |  |                                                                    |                                                                    |                                                                    |                                                                    |                                                                    |                                                                    |                                          |                                          |                                                         |                                                         |                                                         |                                                         |                                                         |                                                         |  |  |  |  |  |  |  |  |  |  |  |  |  |  |
|  |  |                                              |                                              |                                              |                                              |                                              |                                              |                                                                          |  |                                                                    |                                                                    |                                                                    |                                                                    |                                                                    |                                                                    |                                          |                                          |                                                         |                                                         |                                                         |                                                         |                                                         |                                                         |  |  |  |  |  |  |  |  |  |  |  |  |  |  |
|  |  | Tri Force Heroes                             |                                              |                                              |                                              |                                              |                                              |                                                                          |  |                                                                    |                                                                    |                                                                    |                                                                    |                                                                    |                                                                    |                                          |                                          |                                                         |                                                         |                                                         |                                                         |                                                         |                                                         |  |  |  |  |  |  |  |  |  |  |  |  |  |  |
|  |  |                                              |                                              |                                              |                                              |                                              |                                              |                                                                          |  |                                                                    |                                                                    |                                                                    |                                                                    |                                                                    |                                                                    |                                          |                                          |                                                         |                                                         |                                                         |                                                         |                                                         |                                                         |  |  |  |  |  |  |  |  |  |  |  |  |  |  |
|  |  | The Legend of Zelda                          |                                              |                                              |                                              |                                              |                                              |                                                                          |  |                                                                    |                                                                    |                                                                    |                                                                    |                                                                    |                                                                    |                                          |                                          |                                                         |                                                         |                                                         |                                                         |                                                         |                                                         |  |  |  |  |  |  |  |  |  |  |  |  |  |  |
|  |  |                                              |                                              |                                              |                                              |                                              |                                              |                                                                          |  |                                                                    |                                                                    |                                                                    |                                                                    |                                                                    |                                                                    |                                          |                                          |                                                         |                                                         |                                                         |                                                         |                                                         |                                                         |  |  |  |  |  |  |  |  |  |  |  |  |  |  |
|  |  | The Adventure of Link                        |                                              |                                              |                                              |                                              |                                              |                                                                          |  |                                                                    |                                                                    |                                                                    |                                                                    |                                                                    |                                                                    |                                          |                                          |                                                         |                                                         |                                                         |                                                         |                                                         |                                                         |  |  |  |  |  |  |  |  |  |  |  |  |  |  |
|  |  |                                              |                                              |                                              |                                              |                                              |                                              |                                                                          |  |                                                                    |                                                                    |                                                                    |                                                                    |                                                                    |                                                                    |                                          |                                          |                                                         |                                                         |                                                         |                                                         |                                                         |                                                         |  |  |  |  |  |  |  |  |  |  |  |  |  |  |
|  |  |                                              |                                              |                                              |                                              |                                              |                                              | Самостійний сюжет Обʼєднання трьох тимчасовостей, наприкінці хронології. |  |                                                                    |                                                                    |                                                                    |                                                                    |                                                                    |                                                                    |                                          |                                          |                                                         |                                                         |                                                         |                                                         |                                                         |                                                         |  |  |  |  |  |  |  |  |  |  |  |  |  |  |
|  |  |                                              |                                              |                                              |                                              |                                              |                                              |                                                                          |  |                                                                    |                                                                    |                                                                    |                                                                    |                                                                    |                                                                    |                                          |                                          |                                                         |                                                         |                                                         |                                                         |                                                         |                                                         |  |  |  |  |  |  |  |  |  |  |  |  |  |  |
|  |  |                                              |                                              |                                              |                                              |                                              |                                              | Breath of the Wild                                                       |  |                                                                    |                                                                    |                                                                    |                                                                    |                                                                    |                                                                    |                                          |                                          |                                                         |                                                         |                                                         |                                                         |                                                         |                                                         |  |  |  |  |  |  |  |  |  |  |  |  |  |  |
|  |  |                                              |                                              |                                              |                                              |                                              |                                              |                                                                          |  |                                                                    |                                                                    |                                                                    |                                                                    |                                                                    |                                                                    |                                          |                                          |                                                         |                                                         |                                                         |                                                         |                                                         |                                                         |  |  |  |  |  |  |  |  |  |  |  |  |  |  |
|  |  |                                              |                                              |                                              |                                              |                                              |                                              | Tears of the Kingdom                                                     |  |                                                                    |                                                                    |                                                                    |                                                                    |                                                                    |                                                                    |                                          |                                          |                                                         |                                                         |                                                         |                                                         |                                                         |                                                         |  |  |  |  |  |  |  |  |  |  |  |  |  |  |

## Протагоніст
Незважаючи на винесене в назву серії ім'я принцеси Зельди, головним героєм ігор є не вона, а молодий чоловік (інколи підліток чи дитина) на ім'я Лінк (англ. Link).
Однією з особливостей серії є те, що майже в кожній грі Лінк — це абсолютно новий персонаж, який не має з головним героєм інших ігор нічого спільного (за винятком імені). За словами Ейдзі Аонума (продюсера Majora's Mask і директора Twilight Princess), ідея полягає в тому, що незалежно від деталей, коли королівству Гайрул загрожує серйозна небезпека, з'являється герой, здатний врятувати світ від знищення. Героя цього завжди звуть Лінк. Незмінною залишається тільки ельфоподібна раса Лінка (Hylian, що дала назву всьому світу).

## Ігри серії
Нижче наводяться гри серії у порядку їх виходу на ігровий ринок:
| Назва                                                                                | Платформа (и)                                                                             | Оригінальний рік випуску |
| ------------------------------------------------------------------------------------ | ----------------------------------------------------------------------------------------- | ------------------------ |
| The Legend of Zelda                                                                  | Nintendo Entertainment System, Game Boy, Nintendo Switch                                  | 1986                     |
| Zelda II: The Adventure of Link                                                      | Nintendo Entertainment System, Game Boy, Nintendo Switch                                  | 1987                     |
| The Legend of Zelda: A Link to the Past                                              | Super Nintendo Entertainment System, Game Boy Advance, Wii, Nintendo 3DS, Nintendo Switch | 1991                     |
| The Legend of Zelda: Link's Awakening                                                | Game Boy, Game Boy Color, Nintendo Switch                                                 | 1993                     |
| The Legend of Zelda: Ocarina of Time                                                 | Nintendo 64, GameCube, Nintendo 3DS, Nintendo Switch                                      | 1998                     |
| The Legend of Zelda: Majora's Mask                                                   | Nintendo 64, GameCube, Nintendo 3DS, Nintendo Switch                                      | 2000                     |
| ''The Legend of Zelda: Oracle of Seasons'' і ''The Legend of Zelda: Oracle of Ages'' | Game Boy Color, Nintendo Switch                                                           | 2001                     |
| The Legend of Zelda: Four Swords                                                     | Game Boy Advance                                                                          | 2002                     |
| The Legend of Zelda: The Wind Waker                                                  | GameCube, Wii U                                                                           | 2002                     |
| The Legend of Zelda: Four Swords Adventures                                          | GameCube                                                                                  | 2002                     |
| The Legend of Zelda: The Minish Cap                                                  | Game Boy Advance, Nintendo Switch                                                         | 2004                     |
| The Legend of Zelda: Twilight Princess                                               | GameCube, Wii                                                                             | 2006                     |
| The Legend of Zelda: Phantom Hourglass                                               | Nintendo DS                                                                               | 2007                     |
| The Legend of Zelda: Spirit Tracks                                                   | Nintendo DS                                                                               | 2009                     |
| The Legend of Zelda: Skyward Sword                                                   | Wii, Nintendo Switch                                                                      | 2011                     |
| The Legend of Zelda: A Link Between Worlds                                           | Nintendo 3DS                                                                              | 2013                     |
| The Legend of Zelda: Tri Force Heroes                                                | Nintendo 3DS                                                                              | 2015                     |
| The Legend of Zelda: Breath of the Wild                                              | Nintendo Switch, Wii U                                                                    | 2017                     |
| The Legend of Zelda: Link's Awakening                                                | Nintendo Switch                                                                           | 2019                     |
| The Legend of Zelda: Tears of the Kingdom                                            | Nintendo Switch                                                                           | 2023                     |
| The Legend of Zelda: Echoes of Wisdom                                                | Nintendo Switch                                                                           | 2024                     |